# Egon Balas
Egon Balas (Cluj-Napoca, Romênia, 7 de junho de 1922 – 18 de março de 2019) foi um matemático romeno, professor de administração industrial e matemática aplicada da Universidade Carnegie Mellon. Desenvolveu trabalho fundamental em programação inteira e disjuntiva.

## Formação e carreira
Balas nasceu em Cluj (Romênia) em uma família judaica húngara. Seu nome original de família era Blatt, que foi primeiro mudado para o húngaro Balázs e então mais tarde para o romeno Balaş. Foi casado com a historiadora da arte Edith Balas, uma sobrevivente de Auschwitz, com quem teve duas filhas. Foi preso pelas autoridades comunistas durante vários anos após a Segunda Guerra Mundial.
Deixou a Romênia em 1966 começando a lecionar na Universidade Carnegie Mellon em 1967. Balas obteve uma "Diploma Licentiate" em economia (Universidade Babeș-Bolyai, 1949) e um Ph.D.s em economia (Universidade de Bruxelas, 1967) e matemática (Universidade de Paris, 1968). Sua tese, Minimax et dualité en programmation discrète, foi orientada por Robert Fortet.

### Publicações selecionadas
- E. Balas, A. Saxena: Optimizing Over the Split Closure, Mathematical Programming 113, 2 (2008), 219–240.
- E. Balas, M. Perregaard: A Precise Correspondence Between Lift-and-Project Cuts, Simple Disjunctive Cuts, and Mixed Integer Gomory Cuts for 0-1 Programming, Mathematical Programming B (94), 2003; 221–245.
- E. Balas, S. Ceria, G. Cornuéjols: Mixed 0-1 Programming by Lift-and-Project in a Branch-and-Cut Framework,  Management Science 42, 1996; 1229–1246.
- E. Balas: The Prize Collecting Traveling Salesman Problem: II Polyhedral Results, Networks 25, 1995; 199–216.
- E. Balas, S. Ceria, G. Cornuéjols: A Lift-and-Project Cutting Plane Algorithm for Mixed 0-1 Programs, Mathematical Programming 58, 1993; 295–324.
- E. Balas: The Prize Collecting Traveling Salesman Problem I, Networks 19, 1989; 621–636.
- E. Balas, J. Adams, D. Zawack: The Shifting Bottleneck Procedure for Job Shop Scheduling, Management Science 34, 1988; 391–401.
- E. Balas, V. Chvátal, J. Nesetril: On The Maximum-Weight Clique Problem,  Mathematics of Operations Research 12, 1987; 522–536.
- E. Balas: Disjunctive Programming, Annals of Discrete Mathematics 5, 1979; 3–51.
- E. Balas: An Additive Algorithm for Linear Programming in Zero-One Variables, Operations Research 13 (4), 1965; 517–546.

### Honors and awards
- National Academy of Engineering, 2006
- IFORS Hall of Fame, 2006
- Honorary Doctorate in Mathematics, University of Waterloo, 2005
- Hungarian Academy of Science, external member, 2004
- INFORMS Fellow, 2002
- Honorary Doctorate in Mathematics, Miguel Hernandez University, Elche, Spain, 2002
- EURO Gold Medal, 2001
- John von Neumann Theory Prize, INFORMS, 1995
- Senior U.S. Scientist Award of the von Humboldt Foundation, 1980–1981